# Első Magyar Koncessziós Autópálya Rt.
Az Első Magyar Koncessziós Autópálya Rt (röviden: ELMKA) volt az első magyarországi magántulajdonú autópálya-építő vállalkozás. A Győr-Moson-Sopron megyében gyorsforgalmi utakat építő céget 1993-ban alapították. A cég 1996-ban kezdte meg az útdíjszedést az M1-es autópálya Győr és Hegyeshalom közötti szakaszán, ám hamarosan egyre súlyosbodó pénzügyi nehézségek akadályozták a vállalat tevékenységét. Az ELMKA 1999-ben a teljes pénzügyi ellehetetlenülés szélére sodródott, majd egy állami beavatkozást követően szerepkörét vesztvén megszűnt.

## Története

### Az M1-es építése
Az ELMKA-t az M1-es autópálya építési jogát elnyerő francia-magyar-osztrák útépítő konzorcium alapította 1993-ban. Az ELMKA feladata az volt, hogy az M1-es autópálya Győr és Hegyeshalom közötti szakaszát állami tőke bevonása nélkül, csupán nemzetközi bankhitelek igénybevételével építse meg és működtesse 35 évig. A koncessziós szerződést 1994-ben kötötték meg. Az újonnan alakult társaság 60 milliárd forint hitelt vett fel az Európai Újjáépítési és Fejlesztési Banktól és más nemzetközi bankoktól. Az építkezés 1994-ben kezdődött el, az autópályát 1996. január 4-én adták át a forgalomnak. Az autópálya megépítésének költségeit a vállalat a Mosonmagyaróvár mellett felépített díjfizető kapuknál beszedett útdíjból kívánta fedezni.

### Társadalmi ellenállás
Az ELMKA kezdettől fogva magasnak számító útdíjat szedett az utazóktól. 1996-ban 900 forintot kértek a személyautóktól a Győr-Hegyeshalom útszakasz egyszeri megtételéért, ez az összeg 1999 nyarára 1700 forintra nőtt. A magas útdíj elriasztotta az utazókat az autópálya használatától, akik továbbra is a régi 1-es főutat választották a drága autópálya helyett. Az ELMKA üzleti modellje napi 20 000 jármű esetén lehetett volna sikeres, ám ettől az adatok jelentősen elmaradtak. Az autópálya működésének első éveiben a forgalom csak 56%-a volt az eredetileg tervezettnek. A magas útdíj miatt több támadás érte a vállalatot. A cég helyzetét leginkább megingató kezdeményezés a Magyar Autóklub vezető jogászának, Dr. Kovács Kázmér ügyvédnek a nevéhez fűződik, aki, mint felperes saját nevében, mint úthasználó kezdeményezett pert a monopolhelyzetű társaság ellen az autópályadíj szerződés szolgáltatás ellenszolgáltatás feltűnő aránytalanság miatti érvénytelenségét állítva, a díj utólagos bírósági leszállítását kérve. A bíróság a Budapesti Közgazdaságtudományi Egyetem egyetemi tanárát rendelte ki szakértőként, aki szakvéleményében megállapította, hogy a díjak nemzetközi összehasonlításban a saját tőke mindössze 12%-os aránya és az irreálisan gyors megtérülési várakozás miatt kiemelkedően magasak. A nagy nemzetközi visszhangot keltett pert Kovács Kázmér az ELMKA-val szemben első és másodfokon is jogerősen megnyerte Fővárosi Bíróság 53.Pf.20634/43. sz. ítélete, a Legfelsőbb Bíróság az ELMKA felülvizsgálati kérelmét elutasította Legfelsőbb Bíróság Pfv.VI.23726/1998/10. sz. végzése. A bíróság a 42 km-re akkor számított 900,- Ft-os díjat 550,- Ft-ra leszállította, és 350,- Ft. visszafizetésére kötelezte a precedensértékű perben az alperest. A bíróság a döntése indokolásában a szakvéleményre hivatkozással megállapította, hogy a perbeli autópályaszakasz természetes monopóliumnak tekinthető, és hogy a 12 éves futamidő az adott törlesztési kulcs mellett nem 88%, hanem legfeljebb 36%-os részarányú hitelt tett volna lehetővé, és miután alperesnek 43%-kal több bevételt kellett volna produkálnia a sajátos hitelkonstrukció miatt, ezt a bevételi többletigényt csak úgy realizálhatta, hogy a tarifák is magasabbak lettek a közgazdaságilag indokoltnál. Ez volt az oka annak, hogy az alperes a közgazdaságilag indokolthoz képest, mintegy háromszoros díjtarifát érvényesített. A cég árképzése miatt vizsgálatot indított a Gazdasági Versenyhivatal is, ami szintén a bíróságon folytatódott, de az ELMKA elmarasztalása nélkül ért véget, mert időközben az autópálya érintett része átkerült a Magyar Állam tulajdonába, az ELMKA tevékenysége ezzel befejezést nyert, utóbb a cég meg is szűnt, az autópálya kapukat a pert követően lebontották, és Magyarországon személygépkocsikra nézve teljeskörűen bevezetésre került a kilométer arányos helyett az Ausztriában alkalmazotthoz hasonló időarányos, ún. matricás útdíjfizetési rendszer, ami a használókat érdekeltebbé teszi a már megépült autópályák igénybevételében.

### Pénzügyi problémák
A várttól jóval alacsonyabb forgalmi adatok mellett a bevételek is messze elmaradtak a kalkulálttól, még az eredetileg tervezett összeg felét sem érték el. A veszteséges mérlegű ELMKA csak egyre nehezebben tudta fizetni az út építésére felvett hiteleket. Az ELMKA 1996-ban kezdete az M1-es autópályáról Pozsony felé leágazó M15-ös út építését. Az utat 1997 decemberében kellett volna átadni, ám az építkezést hitelező bankok megtagadták az út befejezéséhez szükséges összeg folyósítását. Az M15-ös építése 1997 kezdetén fél évre teljesen megrekedt. Az út 50%-os készültségi állapotban várta a befejezést, csak hosszas tárgyalások után sikerült biztosítani a fennmaradó munkálatokhoz szükséges összeget. Az ELMKA által az út befejezéséhez felveendő újabb hitelcsomagra a magyar állam vállalt 1,5 milliárd forintos garanciát. Az M15-öst végül 1998. június 23-án, fél évvel a kitűzött dátum után sikerült csak átadni. Már 1998 tavaszán felmerült, hogy állami tőke bevonásával stabilizálják a megrendült vállalatot, később az M1-es autópálya Budapest–Győr szakaszának ELMKA részére történő átadását szerette volna elérni a vállalat. 1998 októberében a nehézségek áthidalása érdekében tőkeemelést terveztek a cégnél, erre azonban nem került sor.

### Összeomlás
1998 őszére nyilvánvalóvá vált, hogy a társaság nem képes a felvett hitelek visszafizetésére. Az ELMKA ismételt tárgyalásokba kezdett a hitelező bankokkal a visszafizetés átütemezéséről. Kiderült az is, hogy az ELMKA nem csak a hiteleket, de az útszakasz fenntartásának költségeit sem tudja teljes egészében fizetni. A tárgyalásokba 1998 végétől bekapcsolódott az állam is, akitől az ELMKA vezetői azt kérték, hogy Magyarország vállalja át a beruházók addigi veszteségeinek finanszírozását is. Erre az állam nem volt hajlandó, így a tárgyalások zsákutcába jutottak. A magyar állam végül 1999 nyarán hozott döntést az autópálya-társaság kivásárlásáról. A minisztérium tárgyalásokat kezdett a hitelező bankokkal, amelyek eredményeképpen az állam átvállalta a cég által felvett hitelek és kamatok kifizetését. A tárgyalások kezdeti szakaszában az ELMKA 1 milliárd forintos „lelépti díjat” próbált meg kiharcolni, ám ennek kifizetésére az állam nem volt hajlandó. Az M1-es és M15-ös utak ELMKA által épített szakaszai 1999. szeptember 20-án kerültek a magyar állam tulajdonába. Az autópályák elvesztése után az ELMKA tevékenysége gyakorlatilag befejeződött, a cég 2000. szeptember 25-én végelszámolás alá került, majd jelentős veszteséget hátrahagyván megszűnt. Az ELMKA nyomába lépő Nyugat-Magyarországi Autópálya Rt-t alig egy év múlva beolvasztották az állami autópálya-kezelő cégbe.
Az társaság bukása a teljesen magántőkére és sorompós díjszedésre alapozott üzleti modell magyarországi csődjét is jelentette. A ELMKA kudarca nagy figyelmet kapott a közszféra és a versenyszféra együttműködését elemző irodalomban és ráirányította a nemzetközi szakmai közvélemény figyelmét az ún. PPP konstrukciók kockázatos mivoltára a Kelet- és közép-európai régióban.